# La Pobla de Cérvoles
La Pobla de Cérvoles (em catalão e oficialmente) ou Pobla de Ciérvoles é um município da Espanha na comarca de Garrigues, província de Lérida, comunidade autónoma da Catalunha. Tem 61,9 km² de área e em 2021 tinha 198 habitantes (densidade: 3,2 hab./km²).

## Demografia
| Variação demográfica do município entre 1991 e 2004 [carece de fontes?] | Variação demográfica do município entre 1991 e 2004 [carece de fontes?] | Variação demográfica do município entre 1991 e 2004 [carece de fontes?] | Variação demográfica do município entre 1991 e 2004 [carece de fontes?] |
| ----------------------------------------------------------------------- | ----------------------------------------------------------------------- | ----------------------------------------------------------------------- | ----------------------------------------------------------------------- |
| 1991                                                                    | 1996                                                                    | 2001                                                                    | 2004                                                                    |
| 207                                                                     | 198                                                                     | 224                                                                     | 238                                                                     |